# 12 de Octubre Fútbol Club
Il 12 de Octubre Fútbol Club è una società calcistica paraguaiana di Itauguá, città del Dipartimento Central. Milita nella División Profesional, la massima serie del campionato paraguaiano di calcio.
Gioca le partite interne allo stadio Juan Canuto Pettengill di Itauguá.
Dopo 12 anni di militanza ininterrotta (1997-2009) in massima serie, durante i quali ha colto anche il miglior risultato della propria storia, la vittoria nel campionato Clausura 2002, nel 2021 è retrocessa in Segunda División. L'alloro del 2002 non corrisponde alla vittoria del titolo nazionale; poiché il titolo di campione viene assegnato una volta all'anno, la squadra ha dovuto affrontare uno spareggio contro il Club Libertad, piazzatosi secondo nella classifica cumulata dei due campionati, proprio alle spalle del 12 de Octubre. Il Libertad ha avuto la meglio nel doppio confronto con un punteggio complessivo di 6-2.

## Organico

### Rosa
Aggiornata al 30 maggio 2020.
| N. |                     | Ruolo | Calciatore        |
| -- | ------------------- | ----- | ----------------- |
| 1  | Paraguay (bandiera) | P     | Mauro Cardozo     |
| 2  | Paraguay (bandiera) | D     | Víctor Barrios    |
| 3  | Paraguay (bandiera) | D     | Gustavo Navarro   |
| 4  | Paraguay (bandiera) | D     | César Benítez     |
| 5  | Paraguay (bandiera) | C     | Marcelo Paredes   |
| 8  | Paraguay (bandiera) | C     | David Mendieta    |
| 9  | Paraguay (bandiera) | A     | Fabián Ovejero    |
| 10 | Paraguay (bandiera) | A     | Pablo Zeballos    |
| 12 | Paraguay (bandiera) | P     | Marino Arzamendia |
| 13 | Paraguay (bandiera) | D     | Herminio Miranda  |
| 14 | Paraguay (bandiera) | C     | Rodrigo Burgos    |
| 17 | Brasile (bandiera)  | A     | Carioca           |
| 18 | Paraguay (bandiera) | A     | Ariel Núñez       |
| 19 | Paraguay (bandiera) | C     | Pablo Ayala       |
| 20 | Paraguay (bandiera) | C     | Walter Rodríguez  |

| N. |                          | Ruolo | Calciatore            |
| -- | ------------------------ | ----- | --------------------- |
| 22 | Argentina (bandiera)     | A     | Guido Di Vanni        |
| 23 | Uruguay (bandiera)       | A     | Mathías Saavedra      |
| 24 | Argentina (bandiera)     | C     | Gonzalo Menéndez      |
| 26 | Paraguay (bandiera)      | C     | Jesús Araujo          |
| 28 | Paraguay (bandiera)      | D     | Víctor Ayala          |
| 31 | Paraguay (bandiera)      | D     | Walter Cabrera        |
| 33 | Paraguay (bandiera)      | P     | José Aquino           |
| 36 | Corea del Sud (bandiera) | D     | Jang Hee-mang         |
|    | Paraguay (bandiera)      | A     | Ariel Roa             |
|    | Paraguay (bandiera)      | A     | Diego Armando Miranda |
|    | Paraguay (bandiera)      | A     | Víctor Ávalos         |
|    | Paraguay (bandiera)      | C     | José Montiel          |
|    | Paraguay (bandiera)      | D     | Miguel Jacquet        |
|    | Paraguay (bandiera)      | C     | Juan Abente           |
|    | Paraguay (bandiera)      | D     | Juan Villamayor       |

## Palmarès

### Competizioni nazionali
- Campionato paraguaiano: 1

Clausura: 2002
- Campionato paraguaiano di seconda divisione: 2

1937, 1997
- Liga Itaugueña: 14

1924, 1926, 1927, 1977, 1980, 1983, 1985, 1986, 1987, 1988, 1989, 1991, 1993, 1995

### Altri piazzamenti
- Campionato paraguaiano:

Secondo posto: 2002
- División Intermedia:

Secondo posto: 2013, 2019